# Йордан Милошев
Йордан Милошев е български общественик, участвал в градежа на Националния дворец на културата (1981), деятел на РМС, БКП и Комсомола, писател, ветеран - участник в Отечествената война 1944-1945 г. и български военнопленник през Втората световна война 1944 г.

## Животопис
Роден е през 1920 г. в село Червен брег, Дупнишко. Става член на РМС (1938) и на БКП (1940). През 1941 г. завършва дърводелско училище.
През 1942 г. постъпва на редовна военна служба в Петдесет и пети пехотен охридски полк в Охрид, влизащ в състава на Пета българска армия. Завършва школа за кандидат-подофицери към полка и е произведен в кандидат-подофицер (младши сержант) през 1943 г. След обявяването на война от България на Нацистка Германия през септември 1944 г. се изтегля заедно с полка си от Охрид за България.
При Битоля целият полк е пленен от германски войски. До октомври 1944 г. е български военнопленник в германския военнопленнически лагер в Битоля и отведен по-късно в Скопския затвор, където по онова време лежат български и италиански военнопленници. През октомври 1944 г. е качен от германски военни конвои заедно с други български военнопленници на влакова композиция към Германия за въдворяване там във военнопленнически лагер. По пътя на територията на Западна Сърбия по време на почивка на влака избягва от германския плен, спасен от местни сърби.
С помощта на сърбите се добира до партизани от Югославската народна освободителна армия в Черна гора и участва в боевете на югославските партизани срещу германските войски в Черна гора и Сърбия за освобождаването им от хитлеристка окупация. В началото на 1945 г. се добира до Белград, където се свързва с българските военни власти, завръща се с влак в България и се уволнява от военна служба.
През 1946 г. постъпва като милиционер в Народната милиция, но скоро напуска и става отново строител и дърводелец. Завършва висше икономическо образование. През 1967-1980 г. е на работа в Коми, РСФСР, СССР като горски инженер в българско дървообработващо предприятие. През 1981 г. е включен в състава на конструкторския отдел на построяването на Националния дверец на културата, където е сред авторите на плана за построяването му и един неговите строители. През 1981-1989 г. работи отново в Коми и в българското предприятие „Лесокомплект“.
През 2005 г. написва книгата „Ехо от Охрид“, а през 2011 г. описва в книга спомените си от строежа на НДК.